# Guangling (köpinghuvudort i Kina, Jiangsu Sheng, lat 32,10, long 120,24)
Guangling är en köpinghuvudort i Kina. Den ligger i provinsen Jiangsu, i den östra delen av landet, omkring 140 kilometer öster om provinshuvudstaden Nanjing. Antalet invånare är 44 336. Befolkningen består av 22 757 kvinnor och 21 579 män. Barn under 15 år utgör 12,0 %, vuxna 15-64 år 70 %, och äldre över 65 år 17,0 %.
Runt Guangling är det tätbefolkat, med 735 invånare per kvadratkilometer. Närmaste större samhälle är Huangqiao, 15,1 km norr om Guangling. Trakten runt Guangling består till största delen av jordbruksmark.
Genomsnittlig årsnederbörd är 1 307 millimeter. Den regnigaste månaden är juli, med i genomsnitt 264 mm nederbörd, och den torraste är januari, med 34 mm nederbörd.